# Casas Viejas, Jalisco
Casas Viejas är en ort i Mexiko.   Den ligger i kommunen San Juan de los Lagos och delstaten Jalisco, i den centrala delen av landet, 400 km nordväst om huvudstaden Mexico City. Casas Viejas ligger 1 735 meter över havet och antalet invånare är 143.
Terrängen runt Casas Viejas är huvudsakligen lite kuperad. Casas Viejas ligger nere i en dal. Runt Casas Viejas är det glesbefolkat, med 20 invånare per kvadratkilometer. Närmaste större samhälle är San Juan de los Lagos, 10,3 km nordväst om Casas Viejas. I omgivningarna runt Casas Viejas växer huvudsakligen savannskog.